# Talgo Avril
El Talgo Avril (acrònim d'«alta velocidad rueda independiente ligero») és una família de trens de molt alta velocitat de l'empresa Patentes Talgo i és vist com la base per a la creació de trens d'alta velocitat de baix cost, ja que té com a novetat la incorporació de cinc butaques per fila.
Altres característiques de la família Talgo Avril són la tracció parcialment distribuïda entre el total d'eixos, l'increment de l'aprofitament interior gràcies a la distribució de places i una major amplada del gàlib, i la millora de l'eficiència energètica.

## Vendes
- En 2016, Renfe va adjudicar a Talgo el contracte de subministrament de 30 trens i el manteniment posterior durant 40 anys.
- En 2023 Talgo va signar la venda de 10 unitats Avril a Le Train.[1][2]

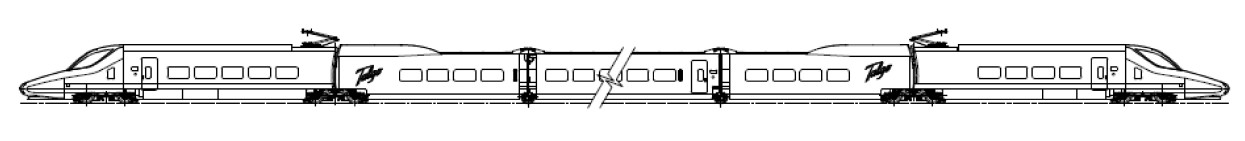
Esquema del nou Talgo.